# الخضر باشا
الخضر باشا هو ثاني باشا من عهد الباشوات الثلاثون الذين حكموا أيالة الجزائر، حكم الجزائر على ثلاث فترات: الفترة الأولى (1589-1592)،الفترة الثانية (1595-1596) والفترة الثالثة (1603-1605).

## فترة حكمه للجزائر
في عهده ازدهرت الغزوات البحرية التي نظمتها طائفة الرياس ولمعت أسماء وثروات رياس عديدين معظمهم من أصل أوروبي مثل مامي قورصو، مامي نابوليتانو، مامي أرناؤؤط.
و في عهد الخضر باشا، طلب هنري الرابع ملك فرنسا من القسطنطينية ان ينظم حملة ضد مرسيليا التي تمردت على الملك الفرنسي لإجبارها على الخضوع له. فأذن الباب العالي للرياس في ذلك بعد ان كانت الشواطئ الفرنسية ممنوعة عليهم بأمر من السلطان نفسه.

## الجزائر ضد القسطنطينية
عاد الخضر باشا إلى الجزائر للمرة الثالثة في 1603، شجع طائفة الرياس على الغزو لأنه اراد وضع حد للامتيازات الفرنسية الممنوحة من طرف البابا العالي لفرنسا. فهدم المركز التجاري الفرنسي واسر بعض الفرنسيين.
ارسل هنري الرابع ملك فرنسا إلى القسطنطينية يشكو الخضر باشا فوجه السلطان العثماني إلى الجزائر محمد قوصة باشا الذي اعدم الخضر باشا بمجرد وصوله وحجز على ممتلكاته ونُصب الباشا محمد قوصة حاكما جديدا للجزائر.

### مقالات ذات صلة
- أيالة الجزائر